# Torsten Schonberg
Torsten Schonberg, född 21 juli 1882, död 4 oktober 1970, var en svensk målare, tecknare och grafiker.

## Biografi
Schonberg ägnade sig redan under studietiden vid Konsthögskolan 1903-1907 åt karikatyr och tecknade bland annat två serier av motiv från akademin, Modellskolan (1904) och Akademins lärare och styresmän (1905), båda inköpta till akademins samlingar.
Schonberg utförde ett fåtal porträtt i olja, men gjorde sig särskilt känd som karikatyrtecknare, illustratör och reklamkonstnär. Speciellt skapade han ett antal slagkraftiga och dekorativa affischer.
Bland Schonbergs mest kända publikationer finns Idrottsmän (1907), Världsmästare (1908), samt speciellt den vackra serien Svenska stormän (1915). Han har också utfört illustrationer till bl. a. Strindbergs Sagor (1915), bokutsmyckningar samt underlag till frimärksgravyrer. Schonberg finns representerad vid Nationalmuseum i Stockholm, Uppsala universitetsbibliotek och Röhsska museet.

### Bokillustrationer (urval)
- Norlander, Emil (1907). Klätterstedt & Klåberg : två små vildbasares pojkstreck. Stockholm: Fröléen. Libris 8222379
- Strindberg, August (1915). Sagor. Stockholm: Bonnier. Libris 1640060
- Siwertz, Sigfrid (1917). Lördagskvällar. Stockholm: Bonnier. Libris 444566
- Siwertz, Sigfrid (1939). Mälarpirater. Stockholm: Bonnier. Libris 1261330